# 阜豐集團
阜豐集團（港交所：0546、OTCBB：FFNGY
），又稱「阜豐味精」，簡稱「阜豐」，是中國大陸的最大谷氨酸和味精製造商及第二大黃原膠製造商，主要產品自不同玉米加工階段產生，包括谷氨酸、味精、黃原膠、肥料及澱粉甜味劑。公司屬於民營企業，總部位於山東省，董事長是李學純先生。
2021年，FoodTalks发布全球食用增稠剂企业，阜豐入围并在发酵胶榜单中位列第二。

## 历史
阜豐於2007年2月8日在香港交易所上市，招股價$2.23港元，首日收市價是$3.01港元，升幅35%。 不過，它突然在同年7月7日發出盈利警告，指因主要原料玉米的價格持續上升，毛利率因而明顯下降，預測該公司2007年上半年純利會遠低於去年。 同年8月，阜豐公佈業績，純利只有3,281萬元人民幣，較2006年同期1.14億元倒退71.3%。 拖累其股價一直向下，最終跌至$1港元以下，它是2007年股價表現最差的新上市公司。

## 連結
- 阜豐集團有限公司 （页面存档备份，存于）